# Stéphane Pallage

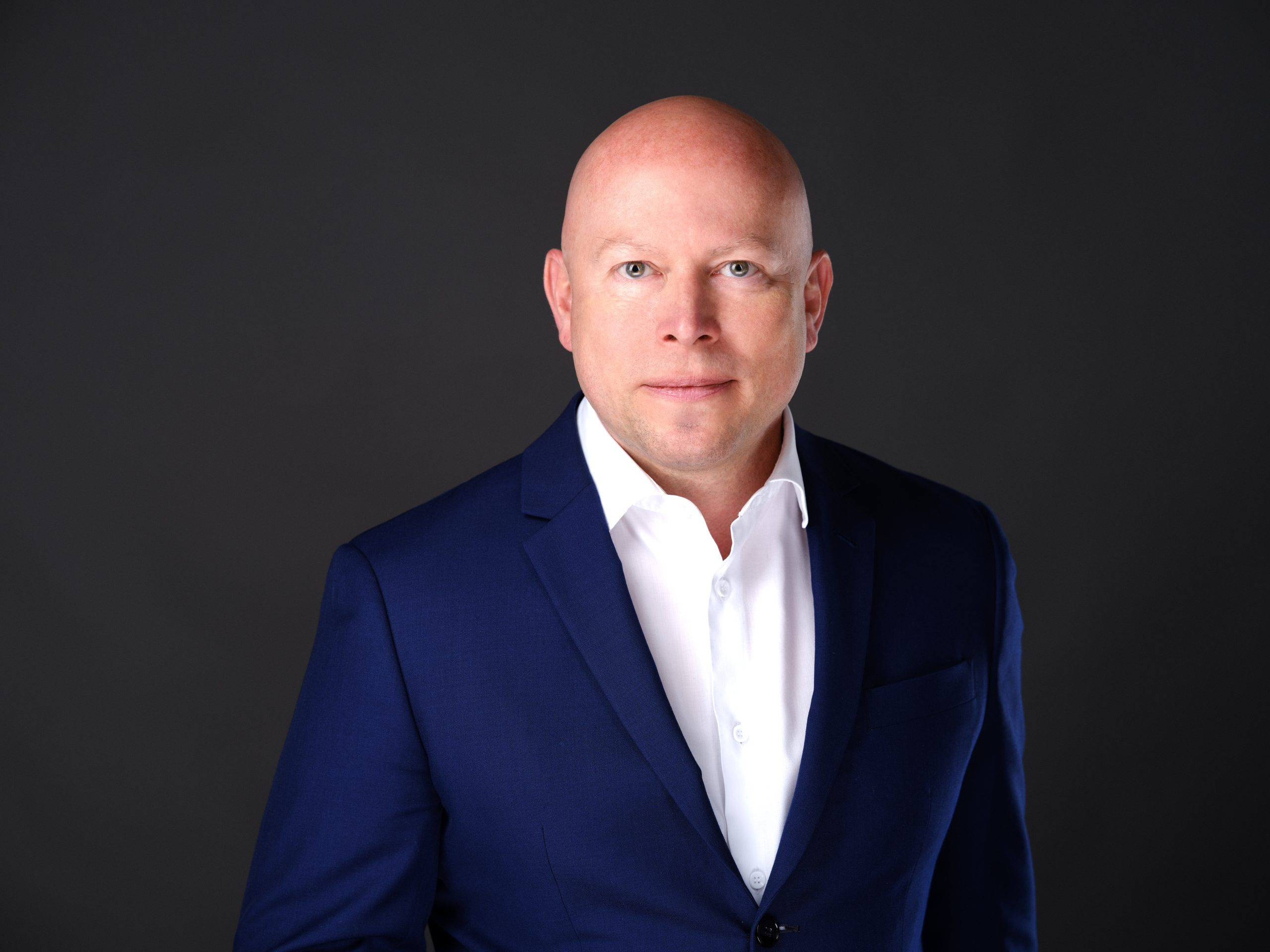
Stéphane Pallage

Stéphane Pallage ist ein belgisch-kanadischer Wirtschaftswissenschaftler. Er ist seit  2018 Rektor der Universität Luxemburg.

## Leben
Pallage wuchs im belgischen Malmedy auf. Er begann seine akademische Laufbahn an der Universität Lüttich und absolvierte 1990 seinen Abschluss in Betriebswirtschaftslehre. Im Jahr 1993 schloss er sein Master of Science in Industrial Administration (MSIA) an der Carnegie Mellon University in Pittsburgh, Pennsylvania ab, wo er ebenfalls 1995 ein Doktorat in Wirtschaftswissenschaft erwarb. Er lehrte als Professor an der Université du Québec à Montréal und war von 2013 bis 2017 Dean der dortigen School of Management.
Schwerpunkte seiner wissenschaftlichen Arbeit sind angewandte Makroökonomie, dynamische allgemeine Gleichgewichtsmodelle, wirtschaftliche Entwicklungshilfe und Maßnahmen gegen Kinderarbeit.